# Park Eun-bin
Park Eun-bin (en coreano, 박은빈; nacida en Seúl el 4 de septiembre de 1992) es una actriz y cantante surcoreana, más conocida por haber protagonizado las series de televisión Hot Stove League (2019), Do You Like Brahms? (2020), El afecto del rey (2021) y Woo, una abogada extraordinaria (2022).

## Biografía
Estudió psicología y medios de comunicación en la Universidad Sogang. Se graduó en 2021.
Cuando tenía 9 años fue escogida junto al actor Choi Tae-joon (en ese entonces de 10 años), para realizar una ceremonia política en la frontera entre Corea del Norte y Corea del Sur. Debido a eso, ambos actores infantiles aparecieron en los titulares coreanos, y en noticieros internacionales como CNN, BBC y NHK.  La ceremonia fue realizada para simbolizar la paz fronteriza entre las Líneas Gyeonggi y Donghae.

## Carrera
Desde el 2015 forma parte de la agencia Namoo Actors.
Debutó a la edad de siete años, y participó en numerosas series como actriz infantil. Obtuvo su primer rol protagónico en el drama romántico sobre viajes en el tiempo Operation Proposal (2012). Ganó el reconocimiento del público y la crítica por su papel en el drama juvenil Age of Youth (también conocida como "Hello, My Twenties!") y su continuación.
El 13 de diciembre del 2019 se unió al elenco principal de la serie Hot Stove League (también conocida como "Stove League"), donde dio vida a Lee Se-young, la gerente de "Dreams", la única mujer en administrar un equipo profesional, hasta el final de la serie el 14 de febrero del 2020.
El 31 de agosto del 2020 se unió al elenco principal de la serie Do You Like Brahms?, donde dio vida a Chae Song-ah, una estudiante siete años mayor que sus compañeros de clases que se encuentra en su último año de la universidad y se especializa en el violín, hasta el final de la serie el 20 de octubre del mismo año.
El 27 de julio de 2021 se anunció que como medida de prevención la actriz se había sometido a una prueba para descartar COVID-19 (la cual dio negativo), después de que se le notificara que un extra había dado positivo.
El 11 de octubre de 2021 se unió al elenco principal de la serie The King's Affection (también conocida como "Affection"), donde interpretá a Lee Hwi, una mujer con un gran secreto y que constantemente lucha por ocultar su identidad disfrazándose de hombre.
En julio de 2021 se confirmó que se había unido al elenco principal de la serie Drunk City Women (también conocida como "Oh My Savior") donde interpreta el personaje de Kang Ji-goo, una youtuber.
En octubre del mismo año se confirmó que se había unido al elenco de la serie Woo, una abogada extraordinaria, donde interpreta a Woo Young-woo, una abogada con trastorno de espectro autista de 27 años, quien aunque tiene un alto coeficiente intelectual de 164, una impresionante memoria y un proceso de pensamiento creativo, así como haber logrado graduarse como la mejor de su clase en la prestigiosa Universidad Nacional de Seúl, tanto en la facultad de economía como en la facultad de derecho, todavía se encuentra luchando cuando se trata de interacciones sociales. La actriz interpreta también una de las canciones de la banda sonora original de la serie.

## Filmografía

### Series de televisión
| Año     | Título                                              | Rol                   | Red          | Notas                  | Ref.          |
| ------- | --------------------------------------------------- | --------------------- | ------------ | ---------------------- | ------------- |
| 1998    | White Nights 3.98                                   | Choi So-young         | SBS          |                        |               |
| 1999    | 모래위에 집을짓다-북어대가리, 악어와 악어새, 옛사랑 |                       | MBC          | MBC Best Theater       |               |
| 1999    | I Only Know Love                                    | Jung-min              | MBC          |                        |               |
| 2000    | Song-yi's Play, Golden Glow                         |                       | MBC          | MBC Best Theater       |               |
| 2000    | The Thief's Daughter                                | Jung-nim              | SBS          |                        |               |
| 2001    | Empress Myeongseong                                 | Lady Min              | KBS2         |                        |               |
| 2001    | Sangdo                                              | Ippeuni               | MBC          |                        |               |
| 2001    | Guardian Angel                                      | Jung Da-so            | SBS          |                        |               |
| 2001    | Yoo-na's Sketchbook Diary                           |                       |              | Theatre of Our Stories |               |
| 2002    | Me and My Transformed Dad                           | Kim Ma-ri             | MBC          |                        |               |
| 2002    | Kitchen Maid                                        |                       | MBC          |                        |               |
| 2002    | My Love Patzzi                                      | Eun Hee-won           | MBC          |                        |               |
| 2002    | Hard Love                                           | Seo Kyung-joo         | KBS2         |                        |               |
| 2002    | Glass Slippers                                      | Woo Seung-hee         | SBS          |                        |               |
| 2003    | Age of Warriors                                     | Reina Sapyeong        | KBS1         |                        |               |
| 2003    | Country Princess                                    | Kim Geum-hee          | MBC          |                        |               |
| 2003    | The King's Woman                                    | Song-yi               | SBS          |                        |               |
| 2003    | Autumn Friend                                       |                       |              |                        |               |
| 2004    | Stained Glass                                       | Shin Ji-soo           | SBS          |                        |               |
| 2005    | Encounter                                           | Choi Eom-ji           | MBC          |                        |               |
| 2005    | Resurrection                                        | Seo Eun-ha            | KBS2         |                        |               |
| 2005    | Hong Kong Express                                   | Hwan-hee              | SBS          |                        |               |
| 2005    | Dreams of an Exciting New School Term               | Mi-rae                | EBS          |                        |               |
| 2006    | Seoul 1945                                          | Moon Suk-kyung        | KBS1         |                        |               |
| 2007    | My Beloved Sister                                   | Min Ji-na             | MBC          |                        |               |
| 2007    | Catching Up with Gangnam Moms                       | Lee Ji-yeon           | SBS          |                        |               |
| 2007    | The Legend                                          | Seo Kiha              | MBC          |                        |               |
| 2007    | Lobbyist                                            | Yoo Moon-young/Eva    | SBS          |                        |               |
| 2009    | The Iron Empress                                    | Hwangbo Seol          | KBS2         |                        |               |
| 2009    | Queen Seondeok                                      | Princesa Boryang      | MBC          |                        |               |
| 2011    | Dream High                                          | Go Hye-sung (16 años) | KBS2         | Cameo, episodio 16     |               |
| 2011    | Gyebaek                                             | Eun-ko                | MBC          |                        |               |
| 2012    | Operation Proposal                                  | Ham Yi-seul           | TV Chosun    |                        |               |
| 2013    | Hur Jun, the Original Story                         | Lee Da-hee            | MBC          |                        |               |
| 2014    | Secret Door                                         | Lady Hyekyung         | SBS          |                        |               |
| 2016    | Choco Bank                                          | Ha Cho-co             | Web          |                        |               |
| 2016    | Entertainer                                         | Soo-yeon              | SBS          | Invitada, ep. 18       |               |
| 2016    | Age of Youth                                        | Song Ji-won           | JTBC         |                        |               |
| 2016    | Father, I'll Take Care of You                       | Oh Dong-hee           | MBC          |                        |               |
| 2017    | Age of Youth 2                                      | Song Ji-won           | JTBC         |                        |               |
| 2017-18 | Judge vs. Judge                                     | Lee Jung-joo          | SBS          |                        |               |
| 2018    | The Ghost Detective                                 | Jung Yeo-wool         | KBS2         |                        |               |
| 2019-20 | Hot Stove League                                    | Lee Se-young          | SBS          | 16 episodios           |               |
| 2020    | Do You Like Brahms?                                 | Chae Song-ah          | SBS          | 16 episodios           |               |
| 2021    | The King's Affection                                | Lee Hwi / Lee Dam-yi  | KBS2         |                        | [ 17 ]        |
| 2021    | Drunk City Women                                    | Kang Ji-goo           |              |                        | [ 18 ]        |
| 2022    | Woo, una abogada extraordinaria                     | Woo Young-woo         | ENA, Netflix | 16 episodios           | [ 19 ]        |
| 2023    | El naufragio de una diva                            | Seo Mok-ha            | tvN          | 12 episodios           | [ 20 ] [ 21 ] |
| 2025    | Hyper Knife                                         | Jung Se-ok            | Disney+      | Serie web, 8 episodios | [ 22 ] [ 23 ] |

### Cine
| Año  | Título                           | Rol          | Notas            | Ref.   |
| ---- | -------------------------------- | ------------ | ---------------- | ------ |
| 2000 | A Girl's Prayer                  |              | Película militar |        |
| 2002 | Memories                         |              |                  |        |
| 2002 | The Romantic President           |              |                  |        |
| 2004 | Has the Shower Ended?            |              | Cortometraje     |        |
| 2004 | How to Keep My Love              |              |                  |        |
| 2010 | Death Bell 2: Bloody Camp        | Na-rae       |                  |        |
| 2013 | Secretly, Greatly                | Yoon Yoo-ran |                  |        |
| 2022 | The Witch: Part 2. The Other One | Kyung-hee    |                  | [ 24 ] |

### Espectáculos de variedades
| Año  | Título                       | Red  | Notas                 |
| ---- | ---------------------------- | ---- | --------------------- |
| 2020 | Running Man (런닝맨)         | SBS  | (ep. #518) - invitada |
| 2003 | 열려라 동요세상              | KBS1 | anfitriona            |
| 2009 | Boys & Girls Music Countdown | KMTV | Coanfitriona          |

### Presentadora
| Año  | Evento                  | Notas                                 |
| ---- | ----------------------- | ------------------------------------- |
| 2021 | Seoul Drama Awards 2021 | co-presentadora - junto a Cha Eun-woo |

### Vídeos musicales
| Año  | Canción                        | Artista            |
| ---- | ------------------------------ | ------------------ |
| 2001 | "Doll"                         | Baby V.O.X.        |
| 2001 | "Angel's Prayer"               | N.Gel              |
| 2002 | "Cold"                         | Lee Ki-chan        |
| 2002 | "Sad Day"                      | Jung Yoon-don      |
| 2005 | "Thank You for Loving Me"      | S.Jin              |
| 2007 | "I Still Don't Know"           | Yoon Gun           |
| 2009 | "Romantic Winter"              | Kim Jin-pyo        |
| 2010 | "I'll Be There"                | Taeyang            |
| 2010 | "Like a Star"                  | Tae-yeon & The One |
| 2011 | "Without You"                  | BoM                |
| 2011 | "You and Me, Heart Fluttering" | Acoustic Collabo   |

### Teatro
| Año  | Título                           | Personaje | Notas                      |
| ---- | -------------------------------- | --------- | -------------------------- |
| 2009 | Hace Mucho Tiempo, Whoa, Whoa... | Esposa    | Dongnang Repertory Company |

### Anuncios
| Año  | Título             | Notas                                                                            |
| ---- | ------------------ | -------------------------------------------------------------------------------- |
| 2021 | Chilsung Cider     | junto a Lee Joon-gi, Park Min-young, Song Kang y Kang Ki-young junto a Song Kang |
| 2022 | Chilsung Lemon Gin | [ 30 ]                                                                           |

### Revistas / sesiones fotográficas
| Año  | Título          | Notas               |
| ---- | --------------- | ------------------- |
| 2020 | Allure Magazine | junto a Kim Min-jae |
| 2022 | Esquire         | Número de enero.    |

## Discografía
| Año  | Título de la canción            | Notas                                                | Ref.          |
| ---- | ------------------------------- | ---------------------------------------------------- | ------------- |
| 2012 | «Una Pequeña Historia De Amor»  | BSO de Operación Propuesta                           |               |
| 2022 | «The Blue Night of Jeju Island» | Parte 6 de la BSO de Woo, una abogada extraordinaria | [ 33 ] [ 34 ] |

## Premios y nominaciones
| Año  | Premio                          | Categoría                                                               | Nominación                      | Resultado | Ref.          |
| ---- | ------------------------------- | ----------------------------------------------------------------------- | ------------------------------- | --------- | ------------- |
| 2007 | SBS Drama Awards                | mejor actriz joven                                                      | Catching Up with Gangnam Moms   | Nominada  |               |
| 2009 | KBS Drama Awards                | mejor actriz joven                                                      | The Iron Empress                | Ganadora  | [ 35 ]        |
| 2013 | MBC Drama Awards                | mejor actriz nueva                                                      | Hur Jun, the Original Story     | Nominada  |               |
| 2017 | MBC Drama Awards                | Premio excelencia, actriz de drama                                      | Father, I'll Take Care of You   | Nominada  |               |
| 2017 | SBS Drama Awards                | Premio excelencia, actriz de drama                                      | Judge vs. Judge                 | Nominada  |               |
| 2017 | Seoul Webfest                   | Premio mejor actriz coreana                                             | Choco Bank                      | Nominada  |               |
| 2019 | Soompi Awards                   | Premio mejor actriz de reparto                                          | The Ghost Detective             | Nominada  | [ 36 ]        |
| 2020 | 28th SBS Drama Award            | Premio excelencia, mejor actriz en una Miniserie de Acción-Drama        | Hot Stove League                | Nominada  |               |
| 2020 | 7th APAN Star Award             | Premio excelencia, mejor actriz en una Miniserie                        | Hot Stove League                | Nominada  | [ 37 ]        |
| 2020 | 7th APAN Star Award             | Premio Estrella popular, actriz                                         | Do You Like Brahms?             | Nominada  | [ 38 ] [ 39 ] |
| 2020 | 28th SBS Drama Award            | Premio excelencia, mejor actriz en una Miniserie Fantasia-Romance Drama | Do You Like Brahms?             | Ganadora  | [ 40 ]        |
| 2020 | 28th SBS Drama Award            | Premio a mejor pareja (con Kim Min-jae)                                 | Do You Like Brahms?             | Ganadores | [ 41 ]        |
| 2021 | KBS Drama Awards                | Premio excelencia, Actriz                                               | The King's Affection            | Ganadora  | [ 42 ]        |
| 2021 | KBS Drama Awards                | Premio excelencia, mejor actriz en una Miniserie                        | The King's Affection            | Nominada  | [ 42 ]        |
| 2021 | KBS Drama Awards                | Premio popularidad, Actriz                                              | The King's Affection            | Ganadora  | [ 42 ]        |
| 2021 | KBS Drama Awards                | Premio a mejor pareja (con Rowoon)                                      | The King's Affection            | Ganadores | [ 42 ]        |
| 2022 | 58.º Baeksang Arts Awards       | Mejor actriz de televisión                                              | The King's Affection            | Nominada  | [ 43 ]        |
| 2022 | 49.º Korean Broadcasting Awards | Mejor actriz                                                            | The King's Affection            | Ganadora  | [ 44 ]        |
| 2022 | 8th APAN Star Award             | Mejor actriz en miniserie                                               | Woo, una abogada extraordinaria | Nominada  | [ 45 ] [ 46 ] |
| 2022 | 8th APAN Star Award             | Mejor pareja (con Kang Tae-oh)                                          | Woo, una abogada extraordinaria | Nominada  | [ 47 ]        |
| 2022 | 8th APAN Star Award             | Estrella popular, actriz                                                | Woo, una abogada extraordinaria | Ganadora  | [ 48 ]        |
| 2022 | Asia Contents Awards            | Mejor actriz                                                            | Woo, una abogada extraordinaria | Ganadora  | [ 49 ]        |
| 2022 | Critics Choice Awards (APCT)    | Rising Star (televisión)                                                | Woo, una abogada extraordinaria | Ganadora  | [ 50 ]        |
| 2022 | Korea Drama Awards              | Gran Premio (Daesang)                                                   | Woo, una abogada extraordinaria | Nominada  | [ 51 ] [ 52 ] |
| 2023 | 59.º Baeksang Arts Awards       | Mejor actriz de televisión                                              | Woo, una abogada extraordinaria | Nominada  | [ 53 ]        |
| 2023 | 59.º Baeksang Arts Awards       | Gran Premio de televisión                                               | Woo, una abogada extraordinaria | Ganadora  | [ 54 ]        |